# Foster Hill Road Cemetery

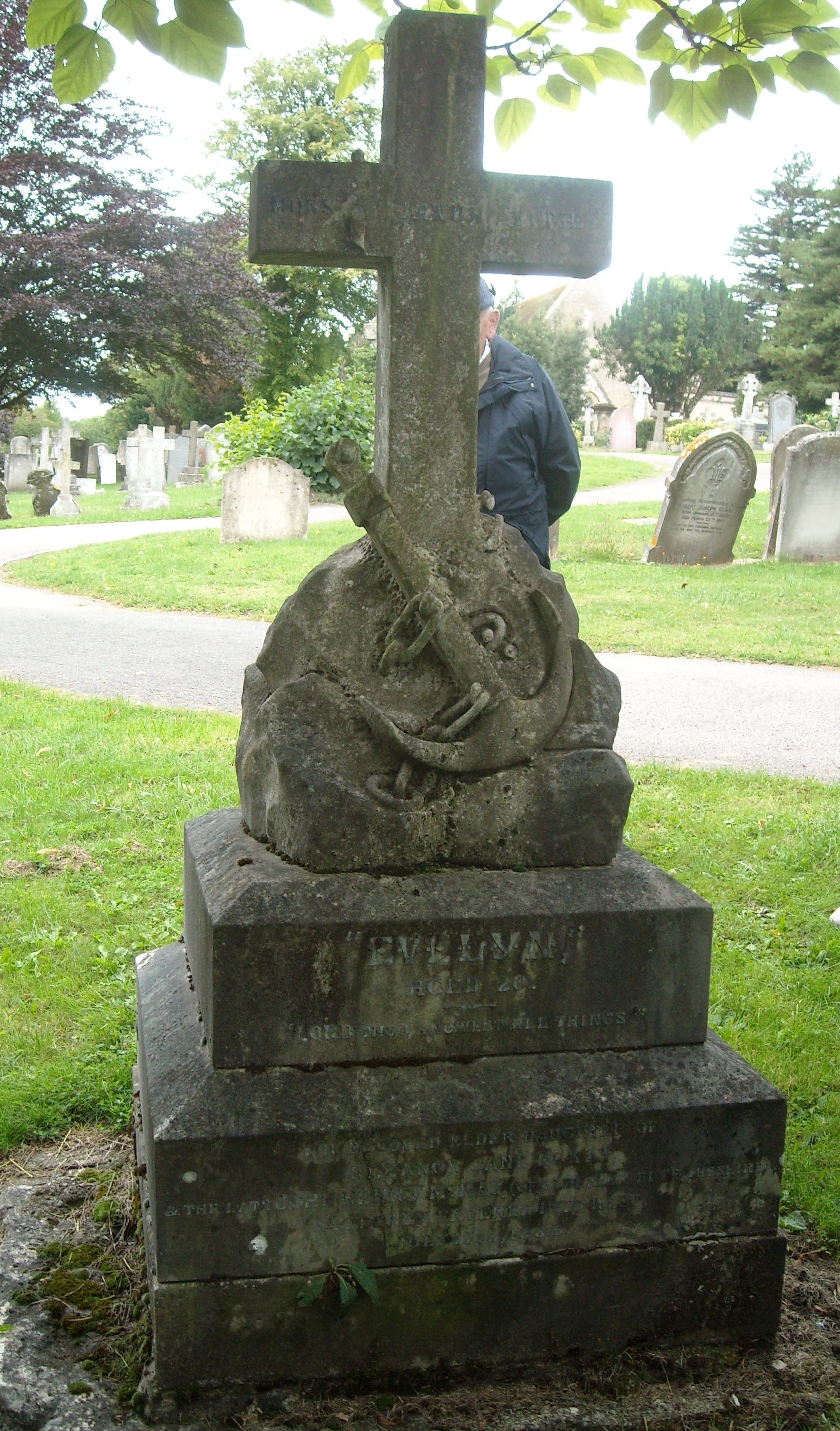
Grabmal des Opfers des „Tennisplatzmordes“

Der Foster Hill Road Cemetery ist ein Friedhof in Bedford. Er war der erste städtische Friedhof Bedfords und enthält zahlreiche historische Grabdenkmale.

## Geschichte
Der Foster Hill Road Cemetery trug zunächst einfach den Namen Bedford Cemetery. Nachdem 1987 in der Norse Road ein zweiter Friedhof eröffnet worden war, wurde der ältere Friedhof unter der Bezeichnung Foster Hill Road Cemetery weitergeführt. Der Foster Hill Road Cemetery wurde als erster städtischer Friedhof Bedfords am 5. Juni 1855 eröffnet. Er hatte zunächst eine Fläche von etwa 18 Acres und wurde später auf eine Größe von etwa 37 Acres erweitert. Der Friedhof wurde vom Borough of Bedford eingerichtet. 
Die Eingangstore und Kapellen wurden vom ortsansässigen Architekten Thomas Jobson Jackson im neogotischen Stil entworfen. Jackson plante getrennte Kapellen für Mitglieder der Church of England und für Dissenter. Das Pförtnerhaus besaß ursprünglich noch eine Einfahrt für Leichenwagen.
Die beiden Kapellen wurden umgewidmet, als der Friedhof in den 1950er-Jahren ein Krematorium erhielt: Aus der Dissenter-Kapelle wurde die Kapelle des Krematoriums, in der anderen Kapelle wurde ein Erinnerungsbuch aufgelegt. Das Krematorium auf dem Foster Hill Road Cemetery wurde 1995 geschlossen, nachdem in der Norse Road in neues Krematorium seinen Dienst aufgenommen hatte.
Unter den Grabdenkmalen aus der viktorianischen Zeit befinden sich viele Monumente, die an hochrangige Militärpersonen erinnern. Der Friedhof ist nahezu voll belegt. Bestattungen werden nur noch in Einzelfällen dort vorgenommen. Rund 16.000 Grabdenkmale befinden sich auf dem Friedhof.
Auf dem Friedhof sind unter anderem Thomas Jobson Jackson samt Frau und Stieftochter, Kenneth Western von den Western Brothers, der Musiker Philip Diemer, Joe Clough, der erste schwarze Bus- und Taxifahrer Bedfords, der Priester Robert Anderson Jardine, der 1936 den britischen König mit Wallis Simpson verheiratete, und der Missionar und Sinologe George Sidney Owen, der Organist Henry Robert Rose und dessen Ehefrau Clara Samuell sowie Täter und Opfer des sogenannten Tennisplatzmordes vom 17. Juli 1883 bestattet. Auch der Orgelbauer James Trustam und ein Teil seiner Familie fand seine letzte Ruhe auf diesem Friedhof.